# Холюны
Холюны — деревня в России, в Пустошкинском районе Псковской области. Входит в состав Алольской волости.

## География
Деревня расположена на автодороге Р-23 «Псков» в 16 км к северо-западу от города Пустошка, у озера Зверино, на берегу которого также находится туристическая база «Алоль». 
В 3 км к северо-западу находится волостной центр, деревня Алоль.

## Население
| 2002 | 2010 |
| ---- | ---- |
| 63   | ↘53  |

Численность населения деревни по оценке на начало 2001 года составляла 48 жителей.